# Ламбаса
Ламбаса (фидж. Labasa, произносится [lamˈbasa]) — город в Фиджи, население которого, согласно последней переписи населения, проведенной в 2007 году, составляет 27 949 человек.
Ламбаса расположен в провинции Макуата, в северо-восточной части острова Вануа-Леву, является самым крупным городом на острове. Расположен в дельте, образованной тремя реками — Ваилеву, Ламбаса (по которой город получил название) и Кава. Главная улица Ламбаса известна тем, что на ней установлены первые светофоры на всем острове.

## Экономика
Прилегающие районы Ламбаса в основном являются сельскохозяйственными и вносят большой вклад в промышленность города. Самая распространенная выращиваемая культура — сахарный тростник. В городе расположена единственная на острове мельница Фиджийской Сахарной Корпорации.
В последнее время в связи с политическими изменениями и потерей зарубежных рынков производство сахарного тростника неуклонно сокращается. Это привело к растущей миграции людей на главный остров Вити-Леву в поисках возможностей трудоустройства.
Больница Ламбасы является реферальным центром для всех медицинских центров и больниц на острове Вануа-Леву, и в последнее время была расширена.
Туризм в Ламбаса слабо развит. На главной улице расположены отели (Takia/Travel Lodge и Grand Eastern Hotel), современный кинотеатр и несколько ресторанов, предоставляющие широкий выбор местных и китайских блюд.
На окраине города есть расположен большой рынок, где можно купить и попробовать различные продукты питания, специи, рыбу, птицу, коз и другие местные продукты. Рядом с рынком находится большая стоянка такси и автобусная остановка.

## Управление
В 1939 году в Ламбаса был организован городской совет из 12 членов, которые избирают мэра из числа своего состава. Члены Совета избираются сроком на три года; срок полномочий мэра составляет один год, но может быть продлен любое количество раз. Последним мэром Ламбасы, избранным 28 октября 2005 года, был Прадип Сингх из Лейбористской партии Фиджи (ФЛП). 30 октября 2006 года его заместителем был назначен Шивлал Нагиндас.
В 2009 году поддерживаемое военными Временное правительство распустило все муниципальные органы власти на всей территории Фиджи и назначило специальных администраторов для управления городскими районами. По состоянию на 2015 год избранное муниципальное управление не восстановлено. На данный момент специальным администратором Ламбасы, вместе с находящимся поблизости Савусаву, является Виджай Чанд.